# Better Off Dead
Albums de Sodom
Agent Orange
(1989) Tapping the Vein
(1992)
Better Off Dead est le quatrième album studio du groupe de thrash metal allemand Sodom. L'album est sorti en 1990 sous le label Steamhammer Records. La pochette a été dessinée par Andreas Marschall.
C'est le premier album du groupe enregistré avec le guitariste Michael Hoffman.
Le titre The Saw Is the Law va avoir une version alternative dans leur EP suivant, qui porte le même nom.
Le titre Turn Your Head Around est une reprise du groupe de heavy metal anglais Tank. Le titre Cold Sweat est une reprise du groupe de hard rock irlandais Thin Lizzy.
Le titre Resurrection est dédié au père de Tom Angelripper.

## Liste des morceaux
Toutes les chansons sont écrites et composées par Sodom.
| No  | Titre                                   | Durée |
| --- | --------------------------------------- | ----- |
| 1.  | An Eye for an Eye                       | 4:25  |
| 2.  | Shellfire Defense                       | 4:23  |
| 3.  | The Saw Is the Law                      | 4:11  |
| 4.  | Turn Your Head Around (reprise de Tank) | 3:23  |
| 5.  | Capture the Flag                        | 6:08  |
| 6.  | Cold Sweat (reprise de Thin Lizzy)      | 3:10  |
| 7.  | Bloodtrails                             | 4:45  |
| 8.  | Never Healing Wound                     | 2:26  |
| 9.  | Better Off Dead                         | 3:44  |
| 10. | Resurrection                            | 4:50  |
| 11. | Tarred and Feathered                    | 3:02  |
| 12. | Stalinorgel                             | 4:41  |

## Composition du groupe
- Tom Angelripper - Chant/Basse
- Michael Hoffman - Guitare
- Chris Witchhunter - Batterie